# Ascia
Ascia is een geslacht van vlinders uit de familie van de witjes (Pieridae). De naam Ascia werd in 1777 gegeven door Giovanni Antonio Scopoli.

## Soort
- A. buniae (Hübner, 1816)
- A. guarani Köhler, 1923
- A. howarthi Dixey, 1915
- A. janeta Dixey, 1915
- A. josephina Godart, 1819
- A. kuschei Schaus, 1920
- A. limona Schaus, 1913
- A. monuste (Linnaeus, 1764)
- A. phileta Fabricius, 1775
- A. sevata Felder, 1861
- A. sincera Weymer, 1890